# Miguel Molina
Miguel Ángel "Miki" Molina Tejedor, più conosciuto semplicemente come Miguel Molina, (Madrid, 27 novembre 1963) è un attore spagnolo appartenente ad una famosa famiglia di artisti.

## Biografia
Sesto degli otto figli del cantante ed attore Antonio Molina; fratello di Ángela, Paula, Mónica e Noel e zio di Olivia Molina. Già da giovanissimo decise di intraprendere la carriera di attore. Il suo debutto lo fece nel 1981 nel film Maravillas di Manuel Gutiérrez Aragón. Nel 1987 recita nel film La legge del desiderio, diretto da Pedro Almodóvar, dove interpreta un giovane e attraente bisessuale. L'anno seguente recita in Malaventura.
In seguito ha recitato accanto ad Alfredo Landa, Beatriz Carvajal e Lydia Bosch nella serie televisiva Lleno, por favor, che gli valse una candidatura ai premi dell'Unión de Actores.
Dal 1995 ha iniziato a lavorare anche come attore teatrale debuttando al Teatro Romano de Mérida con Ippolito, di Euripide, al fianco di María Asquerino. Tre anni dopo partecipò alla messa in scena di El cerco de Numancia, di Miguel de Cervantes. Sempre nel 1998 partecipò alla messa in scena di Trappola per topi (1998), di Agatha Christie, con Jaime Blanch.
Nel 2002 ha recitato nella serie Ana y los siete, dalla quale venne bruscamente licenziato in seguito ad alcune divergenze con la protagonista, Ana Obregón. Nel 2005 ha tentato la fortuna come cantante e ha curato l'album Desconocido Miki. 
Dopo aver interpretato Ulisse in Ítaca, un adattamento dell'Odissea di Omero presentata al Festival de Teatro Clásico de Mérida nel 2006, Molina è tornato sul palco come produttore e protagonista del montaggio di Tío Bob, opera del drammaturgo americano Austin Pendleton che mescola il dramma con la critica sociale.
Nel 2018 ha diretto il suo primo film, Un tiempo precioso, che include canzoni di suo padre, Antonio Molina.

### Vita privata
Nel 1986 Miguel Molina ha sposato la modella Kirsa van Pallandt, dalla quale ha avuto due figli, Clara e Adrián. La coppia ha poi divorziato nel 1990. 
Nel 1994 si è risposato con l'attrice Lydia Bosch, dalla quale ha avuto un figlio, Andrea. I due hanno divorziato nel 1996. 
Dalla sua relazione con la sceneggiatrice e regista islandese Katrin Olafsdóttir, Molina ha avuto un altro figlio, Antonio.

## Premi e nomination
| Anno | Premio                            | Categoria                                          | Lavoro           | Risultato   |
| ---- | --------------------------------- | -------------------------------------------------- | ---------------- | ----------- |
| 1994 | Award of the Spanish Actors Union | Television: Supporting Performance (Secundario TV) | Lleno, por favor | Candidato/a |

## Filmografia

### Cinema
- Maravillas, regia di Manuel Gutiérrez Aragón (1981)
- 1919, crónica del alba, regia di Antonio José Betancor (1983)
- L'indiscreto fascino del peccato (Entre tinieblas), regia di Pedro Almodóvar (1983)
- La mujer del juez, regia di Francisco Lara Polop (1984)
- Colpo di stato. Spagna 18 luglio 1936 (Dragón Rapide), regia di Jaime Camino (1986)
- La legge del desiderio (La ley del deseo), regia di Pedro Almodóvar (1987)
- En penumbra, regia di José Luis Lozano (1987)
- Malaventura, regia di Manuel Gutiérrez Aragón (1988)
- No hagas planes con Marga, regia di Rafael Alcázar (1988)
- Le cose dell'amore (Las cosas del querer), regia di Jaime Chávarri (1989)
- Badis, regia di Mohamed Abderrahman Tazi (1989)
- El anónimo... ¡vaya papelón!, regia di Alfonso Arandia (1990)
- La puerta, ¡¡vaya broma!!, regia di René Bijloo e Michael J. Classens (1990)
- El amor sí tiene cura, regia di Javier Aguirre (1991)
- Martes de carnaval, regia di Fernando Bauluz e Pedro Carvajal (1991)
- Adeus Princesa, regia di Jorge Paixão da Costa (1992)
- Dime una mentira, regia di Juan Sebastián Bollaín (1993)
- Mor, vida meva, regia di Mar Targarona (1996)
- Fotos, regia di Elio Quiroga (1996)
- La duquesa roja, regia di Francesc Betriu (1997)
- Vientos de mal, regia di Daniel Múgica - cortometraggio (1999)
- Código natural, regia di Vicente Pérez Herrero (2000)
- Tatawo, regia di Jo Sol (2000)
- Bestiario, regia di Vicente Pérez Herrero (2002)
- Las llaves de la independencia, regia di Carlos Gil (2005)
- Sinfonía de ilegales, regia di José Luis de Damas (2005)
- Soldados (Historia de un conocido), regia di Jan Vilanova - cortometraggio (2005)
- The Sindone, regia di Miguel Ángel Fabré (2009)
- Cannibal, regia di Benjamin Viré (2010)
- En tiempo de otros, regia di Marta Arrieta - cortometraggio (2010)
- Armando (o la buena vecindad), regia di Luis Serrano (2010)
- Taxi fuera de servicio, regia di Hugo Ruiz - cortometraggio (2011)
- Una canción, regia di Inmaculada Hoces (2012)
- The melody/La melodía, regia di Natalie Kerman - cortometraggio (2012)
- El vendedor, regia di Jaime Fidalgo - cortometraggio (2012)
- El collar de sal, regia di Vicente Pérez Herrero (2017)
- Luces, regia di Alfredo Contreras (2017)
- Me llamo Gennet, regia di Miguel Ángel Tobías (2018)
- Arizona 1878 Una Historia Del Viejo Oeste, regia di Manuel Olaya - cortometraggio (2019)
- Un tiempo precioso, regia di Miguel Molina (2019)
- El secreto de Ibosim, regia di Miguel Ángel Tobías (2020)
- Vampus Horror Tales, regia collettiva (2020)
- Visioni mortali (Burga), regia di Alfredo Contreras (2023)

### Televisione
- Einstein - miniserie TV, 4 episodi (1985)
- Little Roma - serie TV, 5 episodi (1987)
- Recuerda cuándo - serie TV, episodi 1x07-1x08 (1987)
- Il gorilla (Le gorille) - serie TV, episodio 1x08 (1990)
- Eurocops - serie TV, episodio 3x13 (1991)
- Mission: Top Secret, regia di Howard Rubie - film TV (1992)
- Cuentos de Borges - serie TV, episodio 1x02 (1993)
- Lleno, por favor - serie TV, 13 episodi (1993)
- Encantada de la vida - serie TV, 1 episodio (1994)
- Los ladrones van a la oficina - serie TV, episodio 3x01 (1994)
- ¿Quién dá la vez? - serie TV, 13 episodi (1995)
- Entre Morancos y Omaitas - serie TV, episodio 2x06 (1997)
- Más que amigos - serie TV, episodio 1x27 (1998)
- Año cero, regia di Daniel Múgica - film TV (2001)
- La noche del escorpión, regia di Eva Lesmes - film TV (2002)
- Código fuego - serie TV, episodio 1x05 (2003)
- Ana y los 7 - serie TV, 42 episodi (2002-2003)
- Ausias March, regia di Daniel Múgica - film TV (2003)
- Invisibles UIT - serie TV (2015)
- Centro médico - serie TV, 2 episodi (2018)
- Veneno - miniserie TV, episodi 1x01-1x05 (2020)